# Fagykár felmérése szőlőültetvényben
Metszési szezon elején, a hideg téli hónapokat követően érdemes a rügyeket, vesszőket ért fagykárt felmérni. A rügy-, és diafragmavizsgálat eredményét figyelembe véve kell a tőkék metszését kialakítani. Fagykár gyanúja esetén el kell halasztani a metszést a rügyfakadás kezdetéig vagy több tartalék rügyei kell hagyni (utólag ezeket lehet redukálni).

## Mitől függ, hogy lesz-e fagykár?

#### Klimatikus tényezők
Nem mindegy, hogy mikor lép fel és mennyi ideig tart a hőmérséklet-csökkenés. Általában néhány napon át tartó jelentős lehűlés jelentős kockázatot hordoz. Az is lényeges, hogy milyen gyorsan váltakozik a lehűlés és felmelegedés, milyen hőmérsékleti különbséggel. A széljárás (fagyot hozhat), az alacsony páratartalom és a télen a zúzmara kialakulása is fokozhatja fagykár kialakulását. 

#### Termőhely adottságok
Az alacsonyan fekvő (esetleg északról nyitott), sík és fagyzugos területeken könnyebben kialakulhat fagykár. A tengerszint feletti 150-200 m alatt fagyveszély van.
A szőlőfajta egyéni érzékenysége: lásd A szőlőfajták fagytűrése résznél 
A szőlő egyes részei eltérő fagyérzékenységgel bírnak; a gyökérzet pl. a hidegre érzékenyebb, mint a föld feletti részek. Az európai szőlőfajták gyökerei -5, -6; az amerikai fajtáké -9, -10 °C-os talajhőmérsékleten már károsodhatnak.  

#### Termesztéstechnológia
Az alacsony művelésű tőkék (például fej, bak) a síkvidékeken, vagy a rövid csapra történő metszés eredményeként kialakult vastagabb vesszők érzékenyebbek a fagyra.  

#### A hajtások, vesszők beérésének mértéke
Minél érettebb a vessző, annál magasabb a szénhidráttartalma. Az éretlen vesszők víztartalma magasabb, szénhidráttartalma alacsonyabb. A száraz nyarat követő hűvös, csapadékos őszi időjárás nem kedvez a vesszők beérésének. A vessző érésük során elérik az őszi keményítőmaximumukat, ami általában decemberig fokozatosan átalakul cukorrá. A fagyálló szőlőfajták már novemberre elérik a téli cukormaximumot, a fagyérzékenyek pedig december-januárra. 

#### Terméshozam
A terméssel túlterhelt szőlőtőkék könnyen elfagyhatnak, mert az asszimilátumok (szénhidrátok) szállítása és raktározása a fürtökbe koncentrálódik. Ezáltal vesszőik nem érnek be rendesen, beltartalmuk szegényebb lesz és így érzékenyebbé válnak a fagyra. 

#### A szüret időpontja
A termést időben le kell szedni a tőkékről, hogy a vesszők is be tudjanak érni; a késői szüret negatív hat erre a folyamatra. 

#### A szőlő tápanyagellátásának kiegyensúlyozottsága
Elsősorban a kálium és magnézium hiánya, valamint a nitrogén deficit és többlete növelheti a fagykárosodás mértékét. 

#### A szőlőtőkék élettani stádiuma, állapota
Mélynyugalmi állapotban jobb a fagyállóképességük, mint kényszernyugalomban. A tőkék kondíciója, kora is kihat a fagytűrésre: a beteg és fiatal tőkék kevésbé viselik el. 

## A fagykár típusai

#### Őszi fagykár
A korai (szeptember-októberi) fagyok hatására a lombozat lehullik. A bogyók károsodása cukortartalmuktól függ: a beérési folyamat megszakadhat, ami által az asszimilátumok beáramlása megszűnhet. A vessző érése tökéletlen, a fagyvédő szereppel is bíró szénhidrátok képződése, ezek vesszőkbe történő áramlása és raktározása leáll. Az alacsonyabb keményítő- és cukortartalom végett rosszabb lesz a téli fagytűrő képesség. 

#### Téli fagykár
A téli hónapok tartósan alacsony hőmérsékleti értékei hordozzák magukban a legnagyobb kockázatot. Általában véve elmondható, hogy ha néhány napig a hőmérséklet -15 °C-nál alacsonyabb, akkor a rügyek; ha -20 vagy -22 °C alá süllyed, akkor már a kambiumos és fás szövetek is károsodnak.  A fagykár mértékét több tényező is befolyásolja.

#### Tavaszi fagykár
Április-májusban léphet fel, fakadás után. Főleg a terület fekvése, a levegő páratartalma és a szél erőssége van rá befolyással. A fakadó rügyek már -0,5 °C-nál, a fiatal hajtások -1 és -3 °C-nál károsodhatnak. A megfagyott részek 1-2 napon belül elhervadnak, megbarnulnak és elszáradnak. Részleges fagykárnál a levél erezete mentén a levélszövet hólyagos lesz. Ez a rész később besárgul, majd megbarnul. A hajtásvégek és a levelek torzulnak, a fürtkezdemények elfeketednek, végül elhalnak.

## Hogyan védekezhetünk a fagykár ellen?
A téli fagykárok ellen védekezhetünk a tőkék alsó részének takarásával (pl. talajréteggel történő csirkézéssel) és biztosító csapos szálvesszős műveléssel. Kb. tízévente javasolt a tőketörzsek felújítása is, főleg fagykár szempontjából kockázatos ültetvényekben. A metszés során érdemes rügyvizsgálatot végezni. Tavasszal a széllel szállított fagyok ellen gyakorlatilag nem lehet védekezni. A kisugárzó (radiációs) fagyokkal szemben viszont hatékonyan fel tudunk lépni, pl. füstölés, esőszerű öntözés a kritikus éjszakán, tőkék takarása, a szőlő környezetének melegítése. Fagykár esetén a károsodott részeket vissza kell vágni az egészséges részig.

## A szőlőfajták fagytűrése
A szőlőfajták különböző fagytűrési képességgel rendelkeznek. Korábbi klímakamrás és szabadföldi kísérletek eredményeként megadható a rügyek túlélési értéke (%), mely alapján a szőlőfajták rangsorolhatóak :
|   | A fagytűrés fokozata   | Rügyek túlélési értékei |
| - | ---------------------- | ----------------------- |
| 1 | nagyon gyenge          | <10%                    |
| 2 | nagyon gyenge – gyenge |                         |
| 3 | gyenge                 | 10-25%                  |
| 4 | gyenge – közepes       |                         |
| 5 | közepes                | 26-40%                  |
| 6 | közepes – jó           | 41-55%                  |
| 7 | jó                     | 56-70%                  |
| 8 | nagyon jó              | 71-85%                  |
| 9 | kitűnő                 | 86-100%                 |

A gyakoribb szőlőfajták téli fagytűrő képességének jellemzése havi lebontásban :
| Szőlőfajta         | December | Január | Február |
| ------------------ | -------- | ------ | ------- |
| Blauburger         | 3        | 6      | 4       |
| Cabernet franc     | 5        | 6      | 6       |
| Cabernet sauvignon | 4        | 6      | 6       |
| Kékfrankos         | 2        | 6      | 4       |
| Medina             | 4        | 5      | 6       |
| Merlot             | 3        | 4      | 4       |
| Kékoportó          | 3        | 6      | 4       |
| Pinot noir         | 4        | 7      | 5       |
| Zweigelt           | 5        | 6      | 5       |

| Szőlőfajta         | December | Január | Február |
| ------------------ | -------- | ------ | ------- |
| Bianca             | 5        | 7      | 8       |
| Chardonnay         | 5        | 7      | 6       |
| Cserszegi fűszeres | 7        | 6      | 6       |
| Ezerjó             | 1        | 3      | 3       |
| Furmint            | 1        | 3      | 3       |
| Göcseji zamatos    | 3        | 5      | 5       |
| Hárslevelű         | 1        | 3      | 3       |
| Irsai Olivér       | 3        | 4      | 4       |
| Királyleányka      | 3        | 4      | 5       |
| Kunleány           | 7        | 8      | 6       |
| Leányka            | 4        | 5      | 4       |
| Olaszrizling       | 2        | 6      | 6       |
| Ottonel muskotály  | 2        | 6      | 7       |
| Pinot blanc        | 5        | 6      | 6       |
| Rajnai rizling     | 6        | 7      | 7       |
| Rizlingszilváni    | 1        | 4      | 3       |
| Sárga muskotály    | 1        | 3      | 3       |
| Sauvignon blanc    | 3        | 5      | 4       |
| Szürkebarát        | 5        | 6      | 6       |
| Tramini            | 6        | 7      | 4       |
| Zala gyöngye       | 5        | 6      | 6       |
| Zenit              | 3        | 4      | 4       |
| Zöld szilváni      | 3        | 4      | 3       |
| Zöld veltelini     | 3        | 5      | 5       |

| Szőlőfajta              | December | Január | Február |
| ----------------------- | -------- | ------ | ------- |
| Árkádia                 | 3        | 5      | 4       |
| Áron                    | 3        | 5      | 4       |
| Augusztusi muskotály    | 3        | 5      | 4       |
| Csabagyöngye            | 4        | 6      | 4       |
| Dóra                    | 2        | 3      | 2       |
| Eszter                  | 5        | 6      | 5       |
| Favorit                 | 2        | 4      | 3       |
| Fehér chasselas         | 3        | 6      | 5       |
| Pannónia kincse         | 2        | 3      | 2       |
| Perlette                | 1        | 2      | 2       |
| Piros chasselas         | 3        | 6      | 5       |
| Pölöskei muskotály      | 3        | 4      | 3       |
| Sarolta                 | 2        | 4      | 3       |
| Sultanina               | 1        | 2      | 1       |
| Szőlőskertek királynője |          |        |         |
| Teréz                   | 4        | 6      | 5       |
| Vosztorg                | 5        | 8      | 7       |

## Morfológiai alapismeretek: a rügy felépítése és a diafragma szőlővessző külső és belső alaktana

#### Mi a diafragma?
A szárcsomóban (nódusz) a szomszédos szártagok (internódiumok) bélszöveteit elválasztó részt bélrekesznek (diafragma) hívjuk. A bélszövettel ellentétben ez egy élő, szénhidrátraktárként funkcionáló fás rész. Alakja és vastagsága függ a fajtától, általánosságban ép és vastag, de lehet pudvásodott is. A diafragmában felhalmozódó keményítő a rügy tápanyagául szolgál.
A bélrekesz elfagyása negatívan befolyásolja a rügy életképességét, kihajtását és a hajtás fejlődését: satnyább, vontatottabb fejlődésű lesz. 

#### A rügy felépítése
A hajtások szárcsomóin a rügyalapon két rügy jön létre: nyári (hajtó) és téli (áttelelő vagy világos) rügy. A terhelés tervezése és a metszés kivitelezése során az utóbbiakat vesszük alapul. A téli rügy vegyes rügy, mivel hajtás és termés is képződik belőle. Továbbá összetett rügynek tekinthető: egy főrügyből és általában 2-6 db fejletlenebb mellékrügyből áll. Középen helyezkedik el a főrügy, ennek felső és alsó oldalán egy síkban alakulnak ki a mellékrügyek. A hajtáskezdeményben 8-20 db levél-, és 0-6 db fürtkezdemény alakulhat ki. A rügyet rügypikkelyek takarják és az egész hajtáskezdeményt védőszőrzet (rügygyapot) béleli.
Ha a főrügy elfagy, akkor általában a termés is elvész, mivel a főrügyek a legtermékenyebbek. A mellékrügyek kevésbé fejlettek, szerepük a főrügy sérülése vagy pl. a fagykár utáni regenerációban fontos. A főrügy mellett általában maximum 1 db mellékrügy fakadhat ki. Megjegyzendő, hogy vannak olyan fajták, melyek mellékrügyei is nagy százalékban termékenyek lehetnek (pl. Kadarka, Furmint, Hárslevelű, Zalagyöngye stb.). Először a főrügy, majd a mellékrügyek fagynak el -15 °C-nál. Bizonyos fajták (pl. a Rajnai rizling) akár -18°C-ig is kibírják károsodás nélkül. .A rügyalap a rügy állapotától függetlenül is károsodhat. Ebben az esetben a rügyek tápanyaggal történő ellátása romlik.

## Vizsgálati módszerek a fagykár felmérése érdekében

### Átmetszéses rügy- és diafragma vizsgálat

#### Mintagyűjtés és előkészítés
Minimum 100-100 db rügyet érdemes megvizsgálni szőlőfajtánként. Ehhez 10-10 db, beérett, metszésre alkalmas, teljes hosszúságú szőlővesszőt kell szedünk (alapi rüggyel együtt)  az ültetvényről.
A mintavétel heterogén és véletlenszerű; a teljes ültetvény területét le kell fednie. A mély fekvésű területekre külön figyelmet érdemes fordítani, mivel ezek a fagynak jobban ki vannak téve. Ugyanez igaz az alacsony művelésmódú ültetvényekre, különösen síkvidéken.
A vesszőket szobahőmérsékleten, nylon zsákban legalább 24-48 óráig kell tartani. Ez alatt a fagyott részeknek kiengednek és bebarnulnak; a fagykár értékelhetővé válik. 

#### A vizsgálat menete
A 10 db vesszőn összesen 100 db rügyet vizsgálunk meg, tehát vesszőnként az 1. világos rügytől a 10. rügyemeletig. Hideg télen érdemes az alapi rügyek állapotát is ellenőrizni.
A világos rügyeket hosszanti irányban (minél kevesebb roncsolással) kettévágjuk szikével vagy pengével. A rügyek vizsgálatát követően a szárcsomót is kettévágjuk metszőollóval a diafragma értékelése érdekében. 
A rügyek állapota felmérhető nagyítóval vagy sztereomikroszkóppal, a diafragmáé szabad szemmel is. Ha a metszési felületen a főrügy és mellékrügy(ek) zöld színűek, nincs fagykár.  Az ép diafragma is zöld színű. A fagykárt a rügyek és/vagy a diafragma barna vagy fekete elszíneződése mutatja. 

#### A vizsgálat értékelése
Rügyvizsgálati szempontból megkülönböztetünk teljesen ép, részlegesen fagyott és teljesen fagyott rügyeket. Meg tudjuk adni rügytípusonként (fő- és mellékrügy) a százalékos fagykárt.
A részlegesen fagyott rügyek esetében az életképesség meghatározásakor figyelembe kell venni, hogy melyik rügy érintett: a főrügy vagy a mellékrügy. Ahol legalább 1 mellékrügy ép, ott a rügy kihajthat akkor is, ha a főrügy fagyott, így azok a rügyek életképesnek minősülnek. Így kapjuk meg a rügyek állapota alapján számított százalékos életképességet.
A diafragma állapotának felmérése alapján megállapítható a diafragma fagykár (%). 
Érdemes kiszámolni azon összetett rügyek százalékos arányát is, ahol a fagyott főrügy és/vagy mellékrügy(ek) mellett a diafragma is fagyott volt (korrigált életképesség %). Ebben az esetben szinte biztosra vehető, hogy nem hajt ki az adott rügy.

### Rügyek boncolásos vizsgálata
Ez a vizsgálat időigényesebb és több szaktudást, kézügyességet igényel. A mintavétel módja és a vesszők előkészítése megegyezik az előző pontban írottakkal.
Ebben az esetben is sztereomikroszkóppal vizsgáljuk meg a rügyek állapotát, de itt a fagykáron kívül a rügytermékenységi együtthatót is meg tudjuk állapítani  valamint az esetlegesen áttelelő kórokozókról és kártevőkről is nyerhetünk információt.
A rügyeket bonctűvel felnyitjuk és a rügygyapot eltávolításával, a levélkezdemények szétnyitásával rügytípusonként (fő- és mellékrügyeket külön-külön boncolva) meg tudjuk nézni, hány fürtkezdemény található a rügyben. A fagykárt ebben az esetben is a levél- és fürtkezdemények barnás-feketés színeződése jelzi. Az apikális (vagy csúcs) merisztéma – a rügy központjában lévő osztódó szövet – is vizsgálható ezzel a módszerrel, a fagykár ebben a régióban jelenik meg először.